# Cheng Ji (ciclista)
En aquest nom xinès, el cognom és Ji.
Cheng Ji (en xinès: 计成, en pinyin: Jì Chéng, Hengelo, 15 de juliol de 1987) és un ciclista professional des del 2006 fins al 2016. Va debutar a l'equip hongkonguès Purapharm. Ha estat el primer xinès a córrer a la Milà-Sanremo, la Volta ciclista a Espanya i el Tour de França.

## Palmarès
- 2008
  - Vencedor d'una etapa al Tour del Mar de la Xina Meridional

### Resultats a Volta a Espanya
- 2012. 175è de la classificació general

### Resultats al Giro d'Itàlia
- 2013. No surt (6a etapa)
- 2015. 156è de la classificació general
- 2016. 154è de la classificació general

### Resultats al Tour de França
- 2014. 164è de la classificació general (darrer classificat)